# Loumanagh
Loumanagh o Lamanaugh ( irlandés: Un Lománach que significa "el pantano desnudo") es un pueblo situado en el oeste de Boherbue en el norte County Cork, Irlanda, se divide entre Loumanagh North y Loumanagh South